# Michał Affanasowicz
Michał Affanasowicz (ur. 7 marca 1887 w Petersburgu, zm. 29 stycznia 1949 w Krakowie) – harcmistrz, współtwórca polskiego harcerstwa, instruktor harcerski, komendant Krakowskiej Chorągwi Męskiej ZHP, inżynier, pracownik Politechniki Śląskiej w Gliwicach.

## Życiorys
Michał Affanasowicz był synem Konstantego i Kazimiery z Rynkiewiczów. Szkołę średnią ukończył w Grodnie w 1905 r. i przeniósł się do Lwowa, gdzie studiował na Politechnice Lwowskiej na Wydziale Budowy Maszyn oraz przez trzy lata, równolegle na Wydziale Elektrycznym.
W okresie studiów związał się z ruchem „Eleusis”, gdzie poznał kilku późniejszych polskich działaczy skautowych, z którymi współtworzył w latach 1910–1911 podwaliny skautingu we Lwowie, a jako fotograf amator utrwalał najwcześniejsze chwile jego istnienia. Był drużynowym VI Lwowskiej Drużyny Skautowej, przemianowanej potem na VI Lwowską Drużynę Harcerzy we Lwowie. W 1910 r. uczestniczył w pierwszym skautowym zjeździe wakacyjnym tzw. sejmie kossowskim. Tam wraz ze Stanisławem Pigoniem opracowali Oblicze ideowe ruchu... – manifest oparty na VI tomie Eleusis.
Związkowe Naczelnictwo Skautowe powołało w lutym 1912 r. Lwowską Miejscową Komendę Skautową, w skład której wszedł także Michał Affanasowicz. Szkolił instruktorów skautowych na wielu kursach, m.in. w 1912 r. w Strachowie koło Urli prowadził z Jerzym Grodyńskim kurs dla warszawskich drużynowych.
W 1913 r. stał na czele drużyny polskich skautów (42 skautów i 11 oficerów skautowych) na Wszechbrytyjskim Zlocie Skautów w Birmingham, wraz z Andrzejem Małkowskim i Kazimierzem Nowakiem. Przywiózł z tego wyjazdu szereg zdjęć, które stanowiły potem ilustrację do książki Andrzeja Małkowskiego Jak skauci pracują (Wyd. Kraków, 1914). Było to pierwsze wspólne wystąpienie delegacji polskich skautów z trzech zaborów na terenie międzynarodowym.
W 1914 r. w Skolem przeprowadzono 3 szkoleniowe kursy skautowe. Naczelnictwo przywiązywało do nich bardzo dużą wagę, gdyż podejmowało próbę skupienia uczestników z trzech zaborów w jedną organizację. Bezpośrednio przebiegiem kursu kierował Jerzy Grodyński, a pomagali mu m.in. Jerzy Dąbrowski, Jerzy Lenczykowski, Stanisław Sedlaczek, Tadeusz Strumiłło a także sam Michał Affanasowicz.
Studia na Uniwersytecie Lwowskim ukończył w 1914 r. Dyplom ich ukończenia otrzymał 20 lipca 1914 r., tuż przed wybuchem I wojny światowej. Już wcześniej, od 1 września 1913 r. był asystentem przy Katedrze Technologii. Jako poddany rosyjski został internowany w 1914 r. w Wiedniu przez władze austriackie. Poznał tam hrabiego Tarnowskiego, który znając jego dokonania naukowe i doświadczenie, jakie zdobył na praktykach w warsztatach londyńskiej kolei podziemnej w latach 1911-1912, wyjednał u władz możliwość pracy przy maszynach parowych w swym majątku w Dzikowie. Doświadczenia tam zebrane, w okresie od 15 lipca do 5 września 1916 r. pozwoliły mu na kontynuowanie prac badawczych, których podsumowaniem była praca doktorska.
Następnie pracował jako adiunkt na Uniwersytecie Jagiellońskim, był nauczycielem przedmiotów zawodowych w Krakowie, Bielsku i Katowicach, a także pełnił funkcję wizytatora szkół technicznych Kuratorium Okręgu Szkolnego w Krakowie. Nie porzucił jednak w tym czasie badań naukowych. Odbył wiele krótkich praktyk w zakładach przemysłowych.
W 1920 r. poślubił Marię Sawczyńską. Ich syn Zbigniew urodził się 12 marca 1921 r. w Krakowie.
W styczniu 1923 r. został mianowany rozkazem Naczelnika ZHP komendantem Chorągwi Męskiej ZHP w Krakowie. Jako nowy komendant włączył chorągiew do Polskiej Ligi Przeciwalkoholowej. W maju 1923 r. wszedł w skład komisji prób instruktorskich (członkami wraz z nim byli: Tadeusz Strumiłło, Zbigniew Trylski i Stanisław Kuta-Kaliński). Z Chorągwi Krakowskiej odszedł 21 grudnia 1923 r., najprawdopodobniej do Chorągwi Śląskiej ZHP, gdzie był instruktorem aż do 1930 r.
W kwietniu 1936 r. na własną prośbę cofnięto mu stopień harcerski (instruktorski) i zwolniono z ZHP. Mimo to jednak, miesiąc później uczestniczył we Lwowie w Zjeździe Harcerzy z Czasów Walk o Niepodległość.
W 1937 otrzymał Odznakę Pamiątkową Dawnych Harcerzy Małopolskich (1937).
Po wybuchu II wojny światowej powrócił do Lwowa i pracował jako adiunkt na Politechnice Lwowskiej. Zajęcie Lwowa przez sowietów spowodowało, że podjął pracę jako dyrektor Gimnazjum Mechanicznego w Częstochowie i w Dębicy, gdzie od 1941 r. był dyrektorem 3-letniej Publicznej Szkoły Rzemieślniczej dla Przemysłu Metalowego w Dębicy.
Od 1 września 1943 r. uczył w Szkole Górniczo-Hutniczej w Krakowie, kilka miesięcy był dyrektorem szkoły w Dąbrowie Górniczej, skąd został przeniesiony do Gliwic, gdzie pracował od 1 lipca 1945 r. jako profesor nadzwyczajny na Politechnice Gliwickiej (dziś Śląskiej). Tu związał się ponownie z harcerstwem, uczestnicząc w działaniach Kręgu Starszoharcerskiego, który tworzyli studenci i wykładowcy. Było to jego ostatnie działanie na długim szlaku harcerskiej służby. Zmarł 29 stycznia 1949 r. w Krakowie. Pochowany został na cmentarzu Rakowickim.